# ICE Dunărea
Întreprinderea de Comerț Exterior (ICE) Dunărea a fost o companie de comerț exterior din România comunistă.
Înființată prin Decretul C.S.382/15.10.1982, Întreprinderea de Comerț Exterior Dunărea a fost concepută ca o firmă a Securității, cu indicativul de Unitate Militară 0107, structură cuprinsă în UM 0544 - Centrul de Informații Externe.
Logica înființării - o structură-tampon a CIE (spionajul extern) prin care să se deruleze și controleze comerțul exterior al României, dar care să fie și o sursă de venit pentru Securitate.
Toate marile întreprinderi de stat care făceau comerț exterior lucrau prin ICE Dunărea: ICE Auto Dacia, ICE Danubiana, ICE Chimica, Metalexportimport, ICE Carpați etc.
ICE Dunărea avea rol de intermediar, dar și arbitru între întreprinderile respective, producătorii de mărfuri, și companiile care se ocupau de relația externă cu importatorii sau exportatorii din străinătate.
Relația cu partenerii externi se realiza prin Crescent Commercial and Maritime și reprezentanța din București, condusă de Dan Voiculescu, dar și cu sprijinul Oficiului Argus - director, Dragoș Diaconescu.
Transportul mărfurilor era asigurat de companii socialiste, precum Romtrans sau Navlomar.
Însă directivele veneau din "centrală", de la ICE Dunărea.
Veniturile Securității erau asigurate printr-un comision perceput legal - conform documentelor din dosar, ICE Dunărea percepea un comision de 1,4 la sută din rulajul unei întreprinderi la export și 1,2 la sută în cazul importului.
Primii șefi ai ICE Dunărea au fost generalul Aurel Stamatoiu, Epifanie Amofnoaie, Gheorghe Bădiță, Constantin Gavril și Constantin Rotaru.
Toți erau ofițeri acoperiți ai Securității.